# A Fővárosi Állat- és Növénykert Nagyragadozók Háza
A  Nagyragadozók Háza, később Tigrisház, Afrika Ház, majd napjainkban India Ház a budapesti Fővárosi Állat- és Növénykert egyik ismert épülete.

## Története, jellemzői
Az Afrika Ház a Majomház, a tigriskifutó és a Vidraház közelében fekszik, az állatkert északi fala mellett. 1912-ben épült Kós és Zrumeczky tervei alapján, stílusa a századfordulós brit Arts and Crafts hatásait mutatja. Az épület az 1990-es évek második felében indult rekonstrukciós hullámának első fázisa volt: a Budapesti Városépítési Tervező Iroda (Buváti) tervei alapján 1997-ben készült el. Alapvetően nagymacskák bemutatására szolgált és kezdetben az ívek alatt kialakított szűk ketrecekben éltek az állatok. A korszerűsített épületben már jóval kevesebb faj él – csak az oroszlánok, szerválok, sivatagi rókák és a leopárdok élnek itt, kívül tágas kifutókkal. A párducok nem rendelkeznek kifutóval, viszont belső terük tetőszerkezete kinyitható, így az állatok levegőzhetnek és napozhatnak. A látogatóterek is jelentősen megnőttek – az épület belseje is látogatható, ahol kisebb kiállítás készült Afrika (később India) élővilágáról és kultúrájáról, valamint híres magyar felfedezőkről és vadászokról, akik a fekete kontinens vidékeit járták.

## Képtár

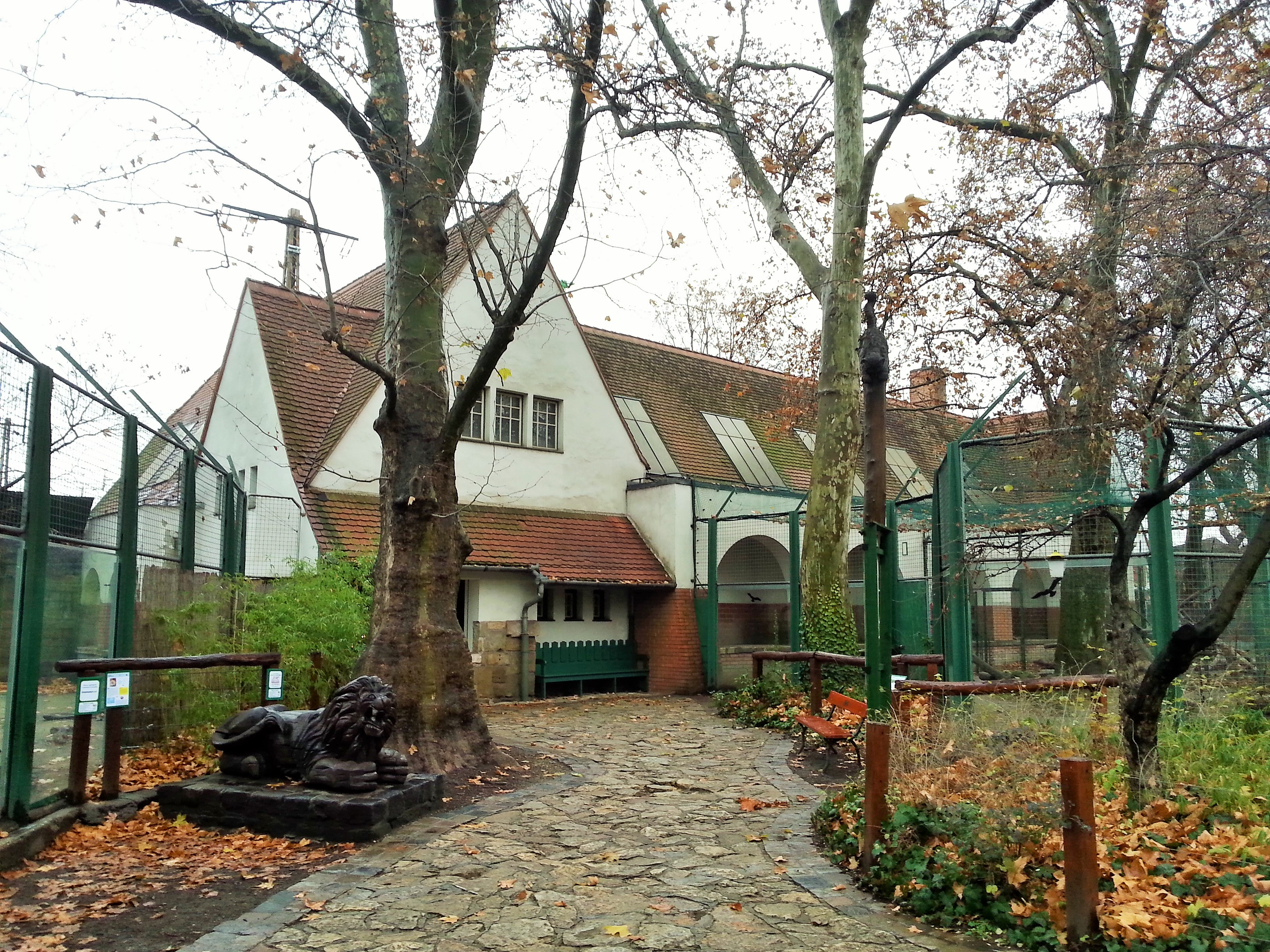
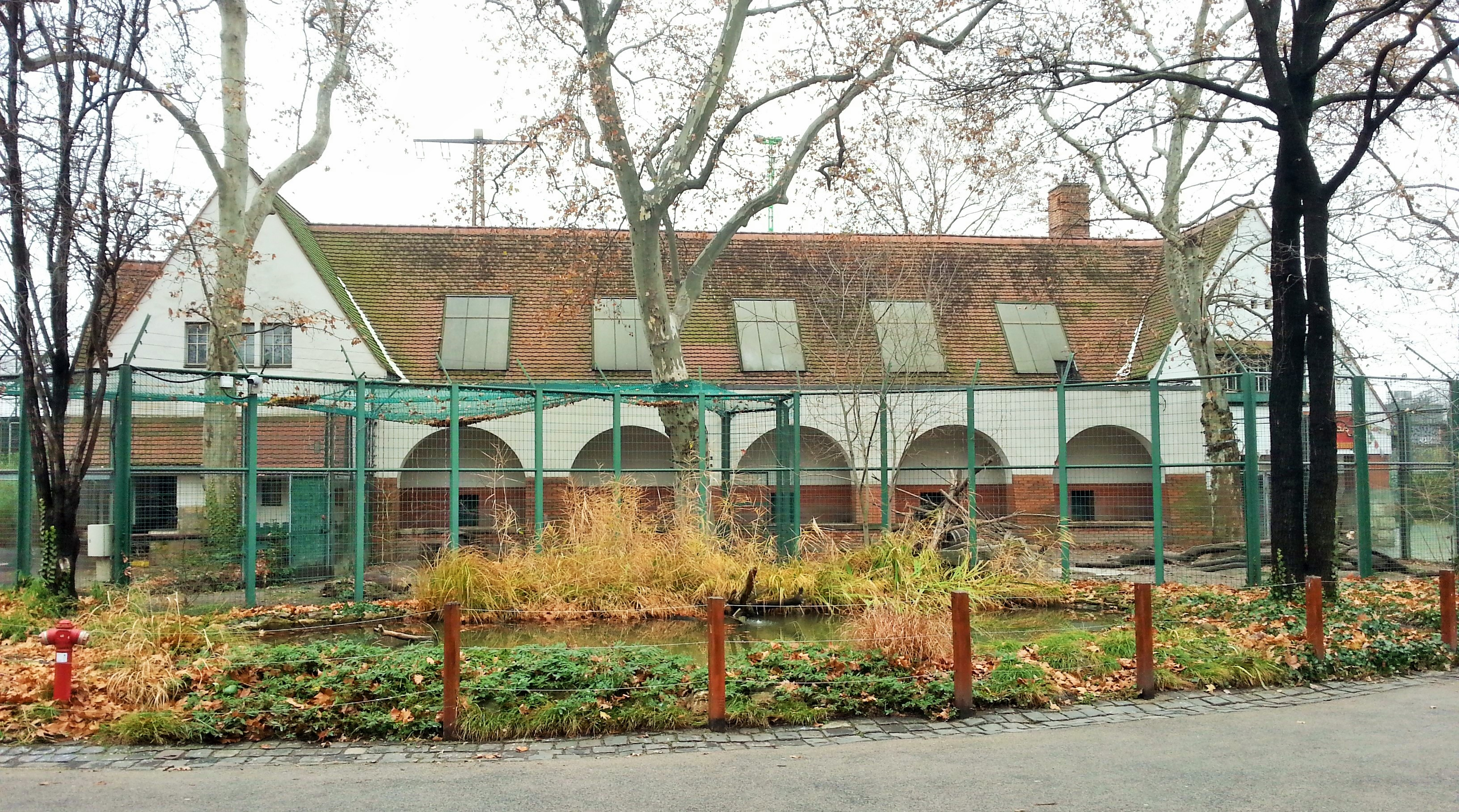
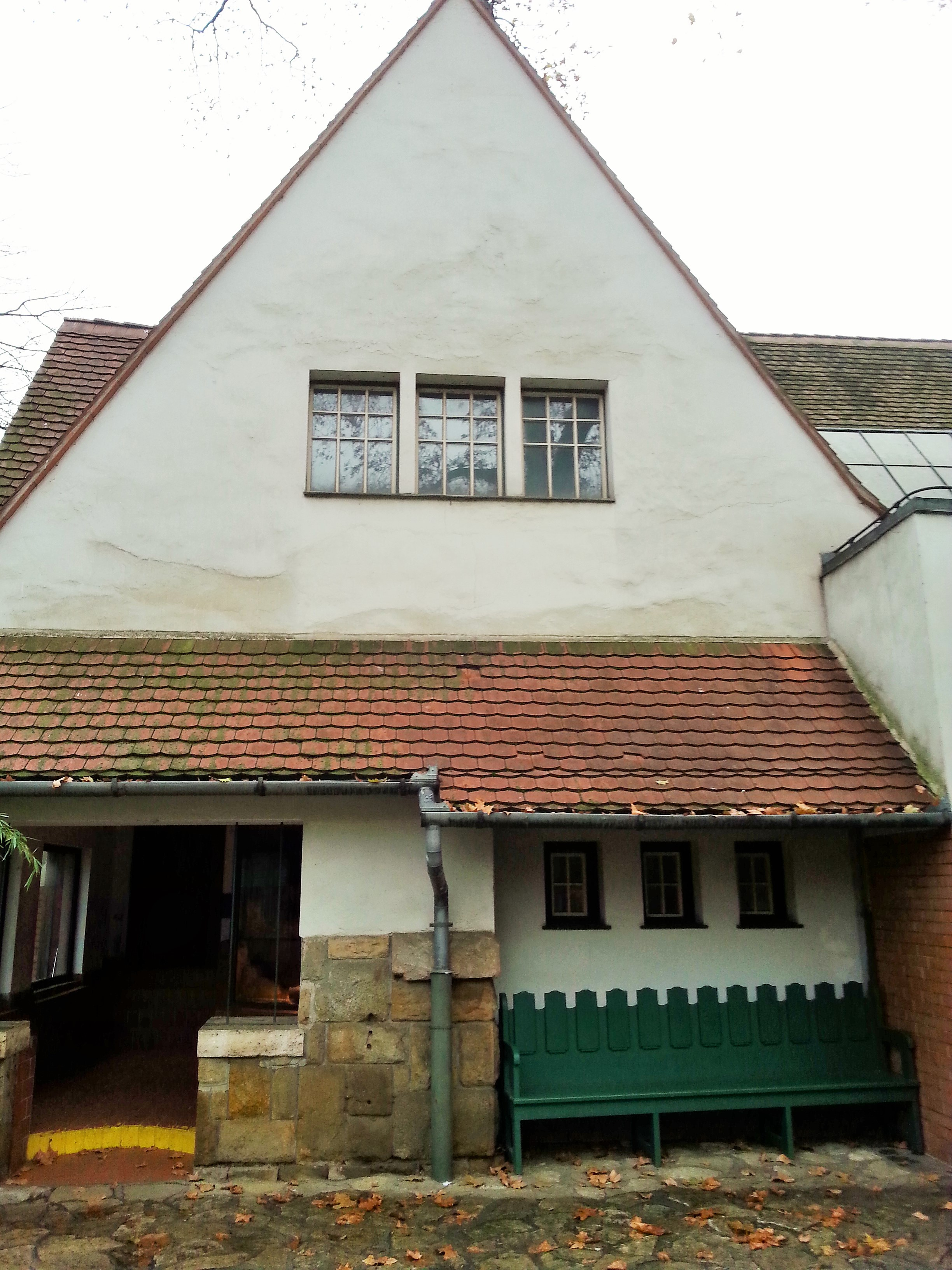
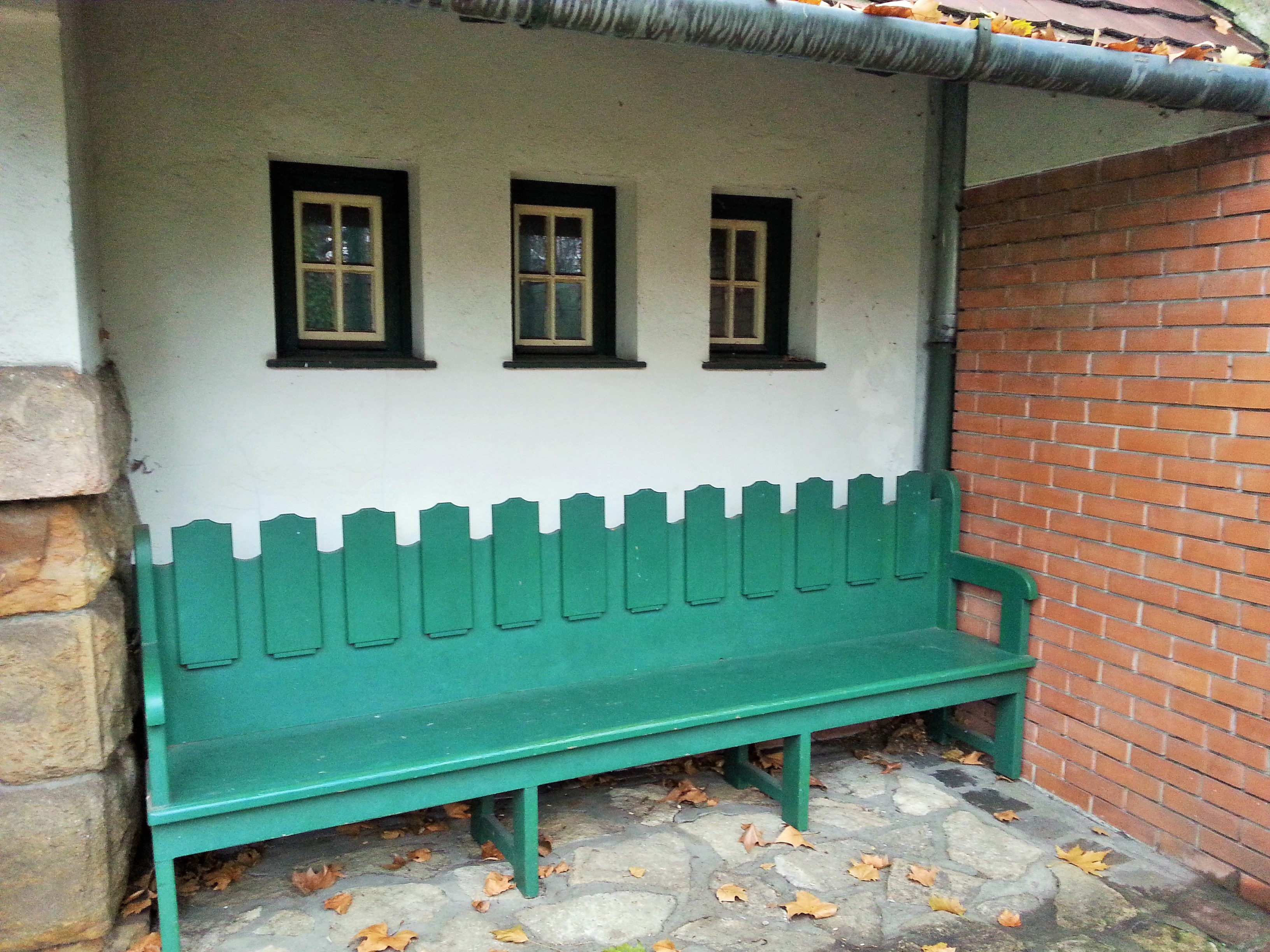
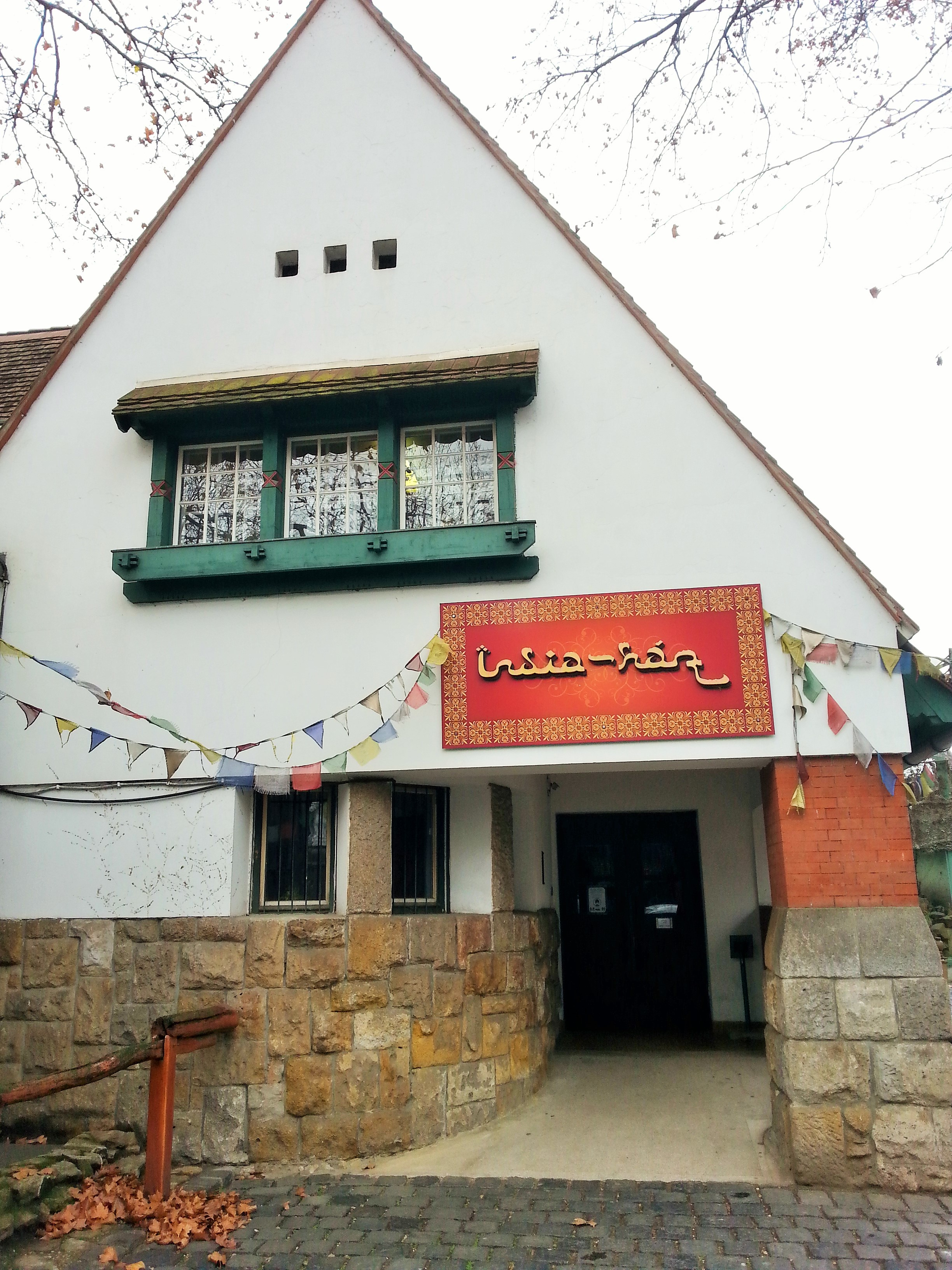
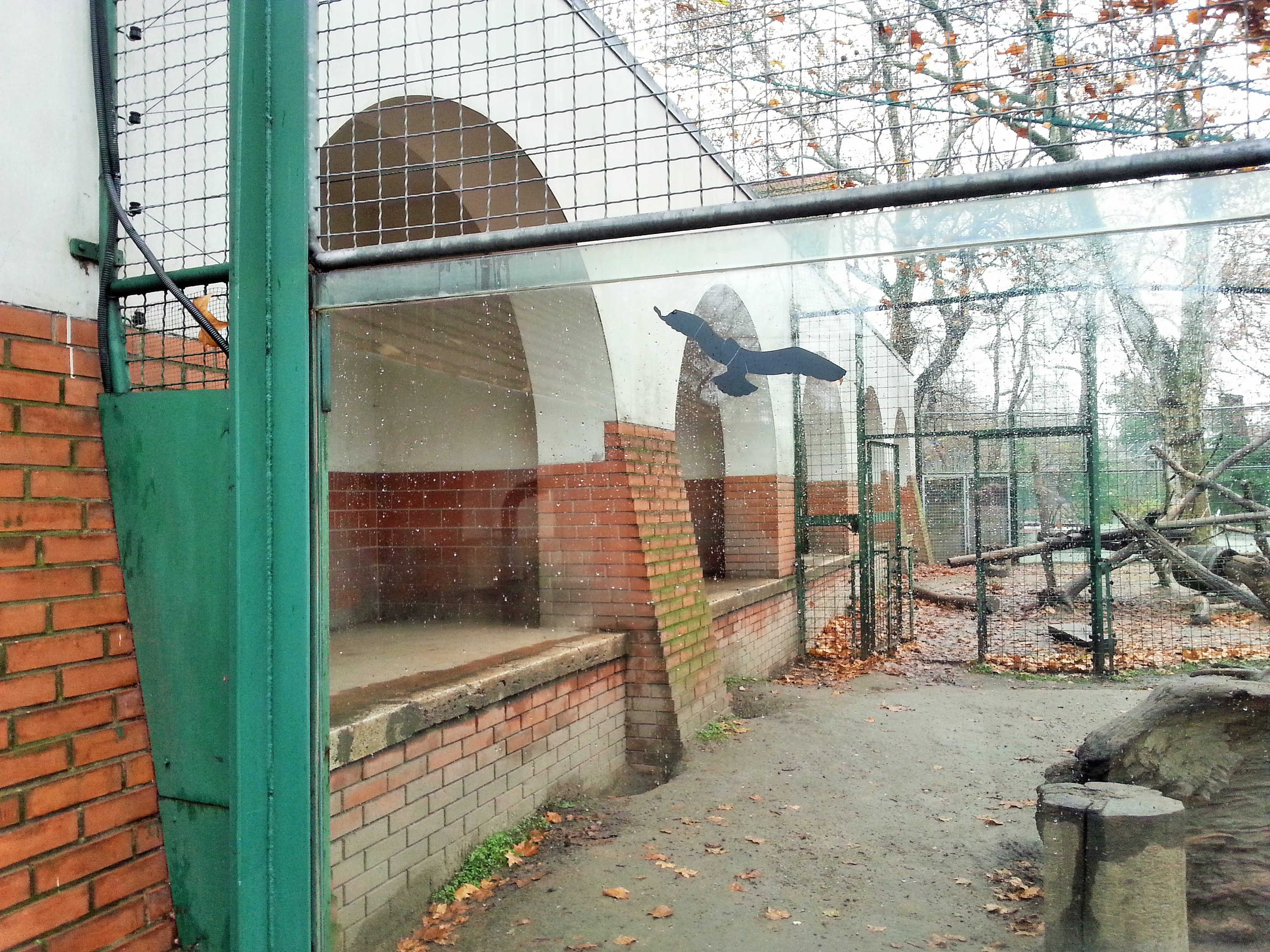
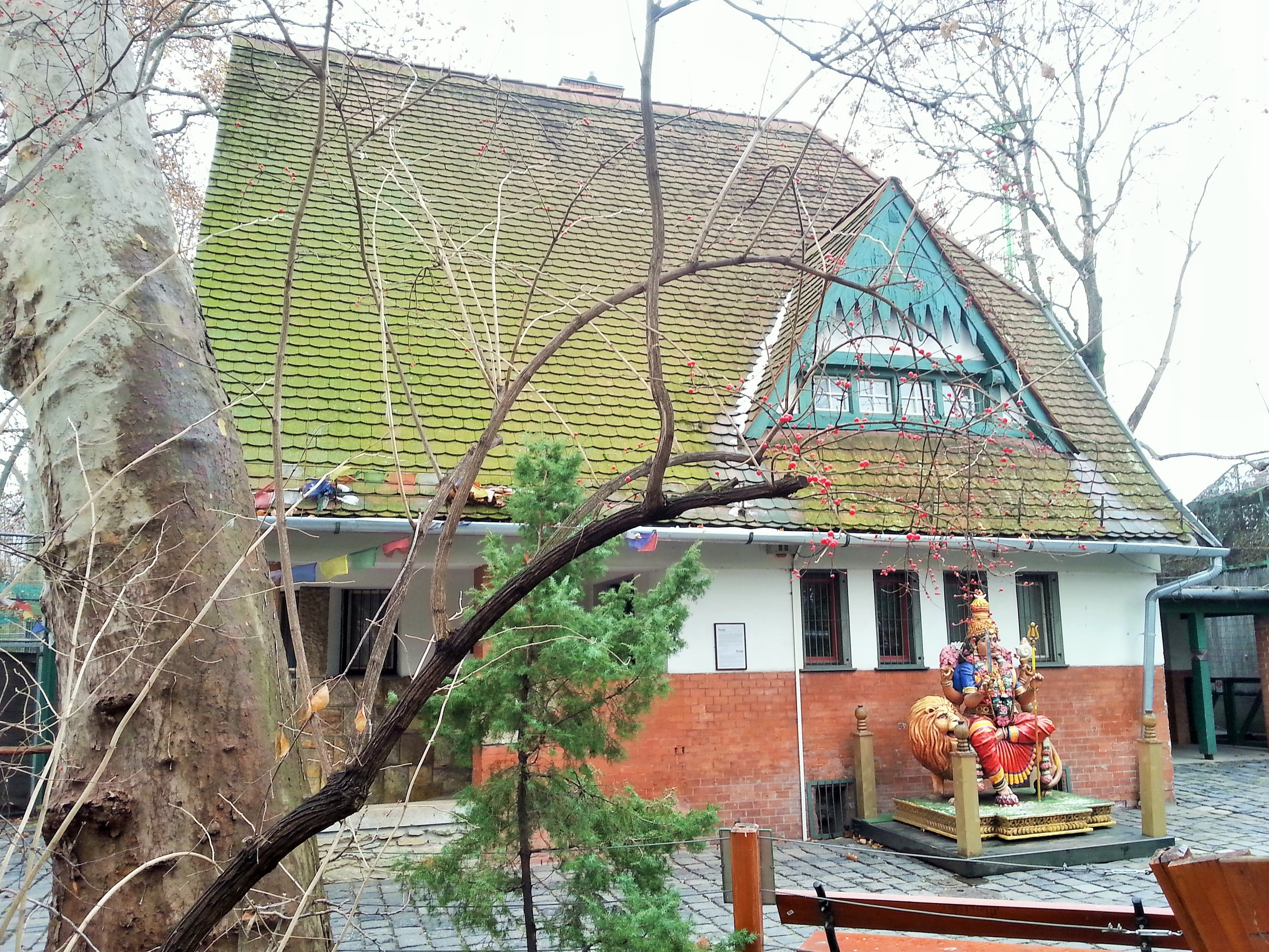
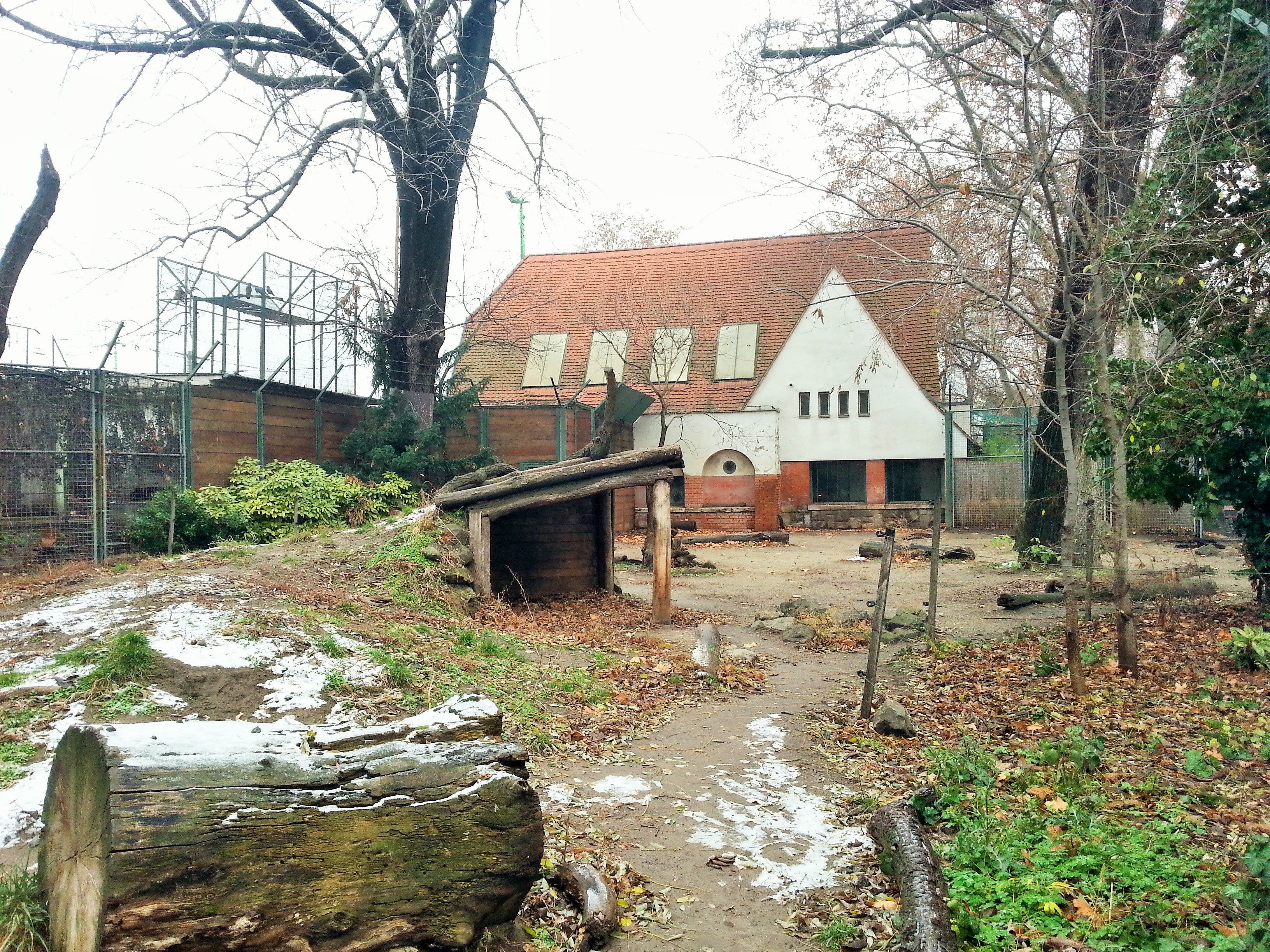